# アブリットゥスの戦い
アブリットゥスの戦い（アブリットゥスのたたかい、イタリア語：Battaglia di Abrittus）は、251年に行われた、ローマ帝国とゴート族を中心とするゲルマニア人（以下はゴート軍）との戦いである。最終的にゴート軍が勝利を収め、ローマは皇帝デキウスとその共同皇帝ヘレンニウス・エトルスクスが戦死するという大敗を喫した。260年のサーサーン朝とのエデッサの戦いと並んでローマ帝国の国力低下を示す戦いとなった。フォルム・テレブロニィの戦い(Forum Terebronii)とも称される。

## 背景
デキウスがローマ皇帝へ即位した249年頃より、ゴート族を中心としたゲルマニア人はドナウ川流域のローマ属州であるダキア、モエシア（モエシア・スペリオル、モエシア・インフェリオル）への侵攻を開始した。
このドナウ川流域のローマ属州への侵攻を招いた理由として2つあり、1つは238年より行っていたゲルマニア人に対する補助金を、デキウスの前任者であったピリップス・アラブスが打ち切ったことにゲルマニア人が反発したこと、もう1つはそのピリップスから帝位を奪い取るために当時モエシア地方の属州総督であったデキウスが、これら部族を抑える役割を持っていた軍隊を率いてローマへ進軍したことにより、ドナウ川流域への抑えが無くなったことである。
250年、カルピ人（en）がダキア、モエシア属州へと侵入した。それと同時期にゴート族の王・クニウァ（en）が率いるゲルマニア人の軍勢（以下、ゴート軍）がローマ国境を侵犯した。侵略軍はゴート族が中心となり、軍勢を率いていたクニウァはゴート系の名前である如くゴート族出身であったが、軍勢にはゲルマニア人系やサルマティア系の各部族（バスタルナエ族（en）、Taifals、およびHasdingian Vandals)が加わっていたと考えられる。

## ゴート軍・進撃
クニウァを首領とするゴート軍の先鋒部隊はアルガイス(Argaith)とグンテリック(Gunteric)が指揮を取っていたと考えられ、ゴートの先鋒部隊はマルキアノポリス（現：デヴニャ）を包囲し住民より多額の賠償金を得た。マルキアノポリスでの成果を得て、ゴート軍は更に南下してフィリッポポリス(現：プロヴディフ)を包囲した。
一方のクニウァ自身が率いるゴート本軍はモエシア属州を攻撃したが属州総督トレボニアヌス・ガッルスに防がれたため、ドナウ川と交差するオエスクス(Oescus)方面へ侵攻、途中にあるニコポリス・アド・イストルム(Nicopolis ad Istrum)を略奪すべく南下したが、デキウス率いるローマ軍はこれを撃退した。ただし、決定的な打撃とはならなかった。デキウス軍に敗れたゴート軍はバルカン山脈を通ってさらに南へ逃れたため、デキウス軍はフィリッポポリスを救出する目的もあり、ゴート軍を追跡した。
デキウス軍がアウグスタ・トライアナ（現：ベロエ）に休息のため駐屯していた間に、フィリッポポリスはゴート軍の攻撃の前に陥落して、10万ともされる市民が殺戮された。また、マケドニア属州総督ティトゥス・ユリウス・プリスクス（en）はクニウァの支援を受ける形でローマ皇帝を僭称した。プリスクスはクニウァらゴート人らと支配地域を分割するつもりであったとされる。
デキウスは、ゴート族を撃破して、捕虜となったローマ人や収奪された財貨を取り戻すことを優先する方針を取り、息子で共同皇帝であったヘレンニウス・エトルスクスやトレボニアヌス・ガッルスが率いる軍と合流した。

## 戦闘

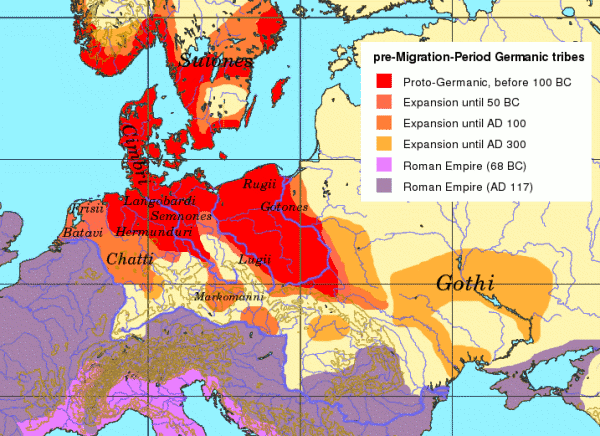
ゴート族を含むゲルマニア人の勢力圏の変遷とローマ帝国

251年の6月とも8月とも伝えられる時期に、モエシア属州の小さな町であったアブリットゥス（現：ラズグラド）、またはフォルム・テレブロニィ(Forum Terebronii)において、ローマ軍はクニウァ率いるゴート軍と交戦に及んだ。クニウァはゴート軍を3列編成としたが、第3列目は湿地帯の後ろに隠れた格好であった。クニウァは戦術についての知識を持ち、湿地帯の重要性を把握していたものと考えられている。戦闘が始まって間も無く、ヘレンニウス・エトルスクスは流れ矢に当たって戦死した。しかし、デキウスは浮き足立つローマ軍に対して、「1人のローマ人の死は国家にとって重要な損失には当たらない」と、鼓舞したと伝えられる。
両軍の戦闘は熾烈さを極めて、ローマ軍はゴート軍の第1列、第2列を壊走へ追いやったが、第3列への攻撃に向かったローマ軍を湿地帯が阻むこととなった。湿地帯の泥濘に足を取られた重武装のローマ軍はゴート軍の餌食となり、ローマ軍は壊滅的な敗北を喫し、戦闘中にデキウスは戦死した。
ゾナラスは「デキウスと息子ヘレンニウス、そして多くのローマ人が湿地帯にはまり込み、湿地帯の中で泥濘に覆われて、ついに死体を発見することは出来なかった」とし、4世紀のキリスト教信者であるラクタンティウスは「デキウスは、野蛮人によって囲まれて、自ら率いる軍隊の多くと共に殺害された。おそらくは裸のままで放り出されており、獣や鳥によって啄ばまれたであろう。キリスト教信者を多く迫害したデキウスへの適切な罰であった。」とそれぞれ記している。

## 戦後
デキウスの後継皇帝となったトレボニアヌス・ガッルスはゴート族との間で、「アブリットゥスでゴート族が得た莫大な戦利品や優秀な技術者も含むローマ人の捕虜をそのまま保有することを認め、ローマ領内を侵犯しないという条件付ながら多額の金品を払う旨」の内容で和睦を締結した。サーサーン朝のシャープール1世による東方属州への侵入へ対処や疫病が蔓延する前にゴート族をローマ領から退かせ、ローマ軍団を撤退させるためには必要な処置とも言えたが、ゴート族との屈辱的な講和を結んだトレボニアヌスを当時のローマ市民は侮蔑、嫌悪した。
なお、ゾシモスはトレボニアヌス・ガッルスがデキウスを裏切ったと記しているが、今日ではこの意見は以下の理由で根拠の無いものとされている。即ち、デキウスの死後に敗北した当のローマ軍団から皇帝へ推挙されたこと、デキウスの息子であったホスティリアヌスを共同皇帝としたことである。
271年、時の皇帝アウレリアヌスは、ゴート族を撃破して、ゴート王カンナバウデス(Cannabaudes)を殺害しているが、このカンナバウデスはゴート王クニウァと同一人物であった可能性もある。
4世紀の歴史家マルケリヌス・アンミアヌスは、トイトブルク森の戦い、マルコマンニ戦争、ハドリアノポリスの戦い、と共にゲルマニア人からローマ帝国が受けた打撃の一つとして記した。
アブリットゥスの戦いが行われた戦場は長らく議論されてきたが、1969年と1971年にT.イワノフらによってラズグラド市から東へ1キロの位置に戦場跡が発見されたことで最終的に確定した。

## 参考資料
- エドワード・ギボン 『ローマ帝国衰亡史』 中野好夫訳、ちくま学芸文庫